# Buenoa scimitra
Buenoa scimitra är en insektsart som beskrevs av Bare 1925. Buenoa scimitra ingår i släktet Buenoa och familjen ryggsimmare. Inga underarter finns listade i Catalogue of Life.